# Parco chiuso

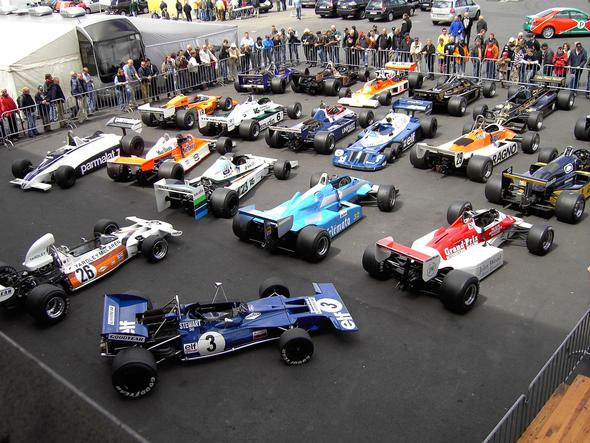
Alcune vetture di Formula 1 al parco chiuso di una gara per monoposto d'epoca

L'espressione parco chiuso (traduzione letterale dal francese Parc fermé) indica la zona adiacente al circuito o al luogo di partenza, ove sono posti i veicoli autorizzati a competere ad una gara motoristica.

## Descrizione
La definizione deriva dal gergo militare che definisce "parco" il deposito temporaneo o mobile di automezzi, armamenti o altri materiali. L'aggiunta dell'aggettivo "chiuso" è determinata dalla funzione del "parco", che è quella di delimitare lo spazio nel quale debbono essere portati i soli veicoli destinati alla gara, per essere sottoposti alle verifiche dei commissari e provvisti della punzonatura che ne statuisce la rispondenza al regolamento sportivo vigente. Altrettanto vale per i mezzi che hanno concluso la competizione, in attesa di eventuali verifiche post-gara da parte dei commissari o di reclami da altri concorrenti.